# 盖伊·理查森
盖伊·理查森（英語：Guy Richardson，1921年9月8日—1965年10月27日），英国男子赛艇运动员。他曾代表英国参加1948年夏季奥林匹克运动会赛艇比赛，获得男子八人单桨有舵手银牌。